# Rafael Casanova Casanova
Rafael Antonio Casanova Casanova, abogado, agricultor, diputado y senador chileno.
Nació en Santiago, el 21 de octubre de 1828 y falleció en la misma ciudad el 18 de agosto de 1903. Hijo de Juan Ramón Casanova Opazo y de Isabel Casanova Salinas.
 Se casó con Adelina Zenteno Gana - Hija de José Ignacio Zenteno y de Josefa Gana Collados-. Fueron padres de dos hijos que fueron: Rafael Casanova Zenteno y Álvaro Casanova Zenteno.  
Estudió Derecho en la Universidad de Chile; juró como abogado el 2 de septiembre de 1853. Adherido al Partido Liberal y posteriormente al Partido Liberal Democrático.

## Labor política
- Relator de la Corte de Apelaciones de Santiago (1855).

- Juez interino de la Corte de Apelaciones de Santiago (1862)

- Diputado liberal por Cauquenes y Constitución (1861-1864 y 1864-1867), integrante de la comisión permanente de Gobierno y Relaciones Exteriores.

- Consejero de Estado, elegido por el Senado (1891).

- Ministro de Justicia e Instrucción Pública (octubre-diciembre de 1890).

- Senador liberal-democrático por Santiago (1885-1891), integrante de la comisión permanente de Hacienda e Industria.

- Senador por Llanquihue en dos períodos consecutivos (1891-1897 y 1897-1903). Integró las comisiones permanentes de Educación y Beneficencia, y la de Policía Interior.